# Vorderer Odenwald

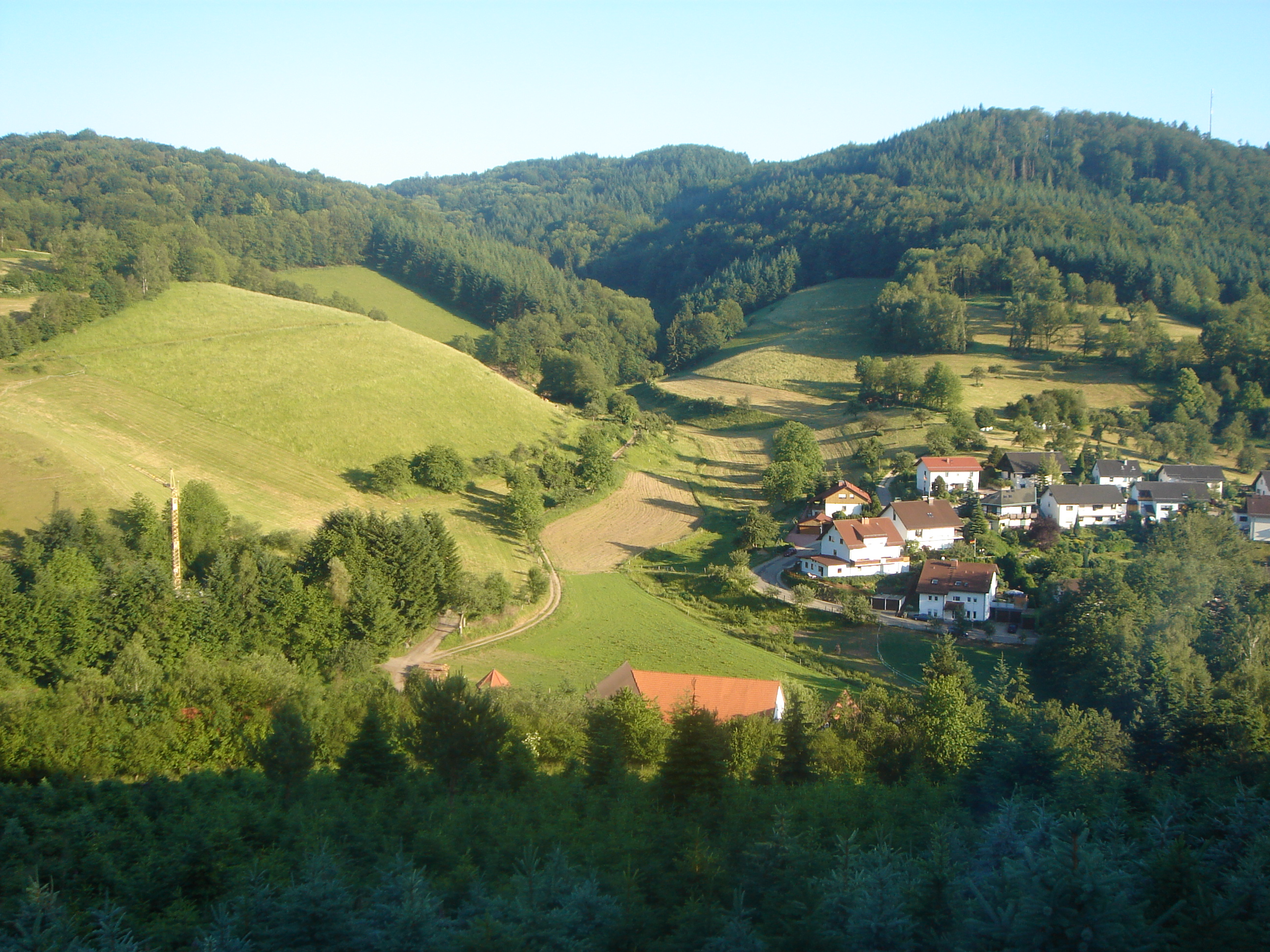
Kleinteiliges Gebirgsreilief am Daumberg bei Trösel

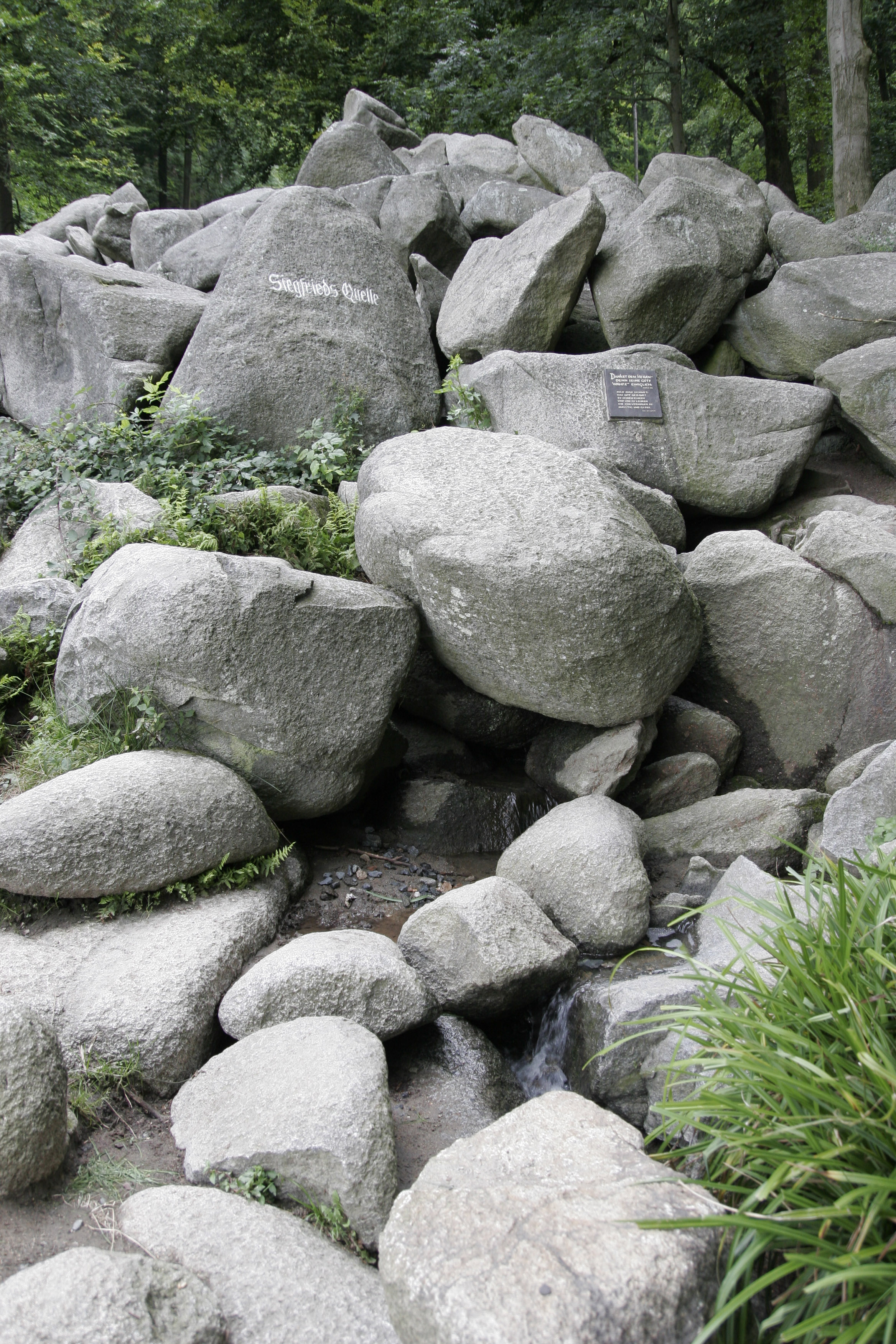
Siegfriedsquelle im Felsenmeer bei Reichenbach

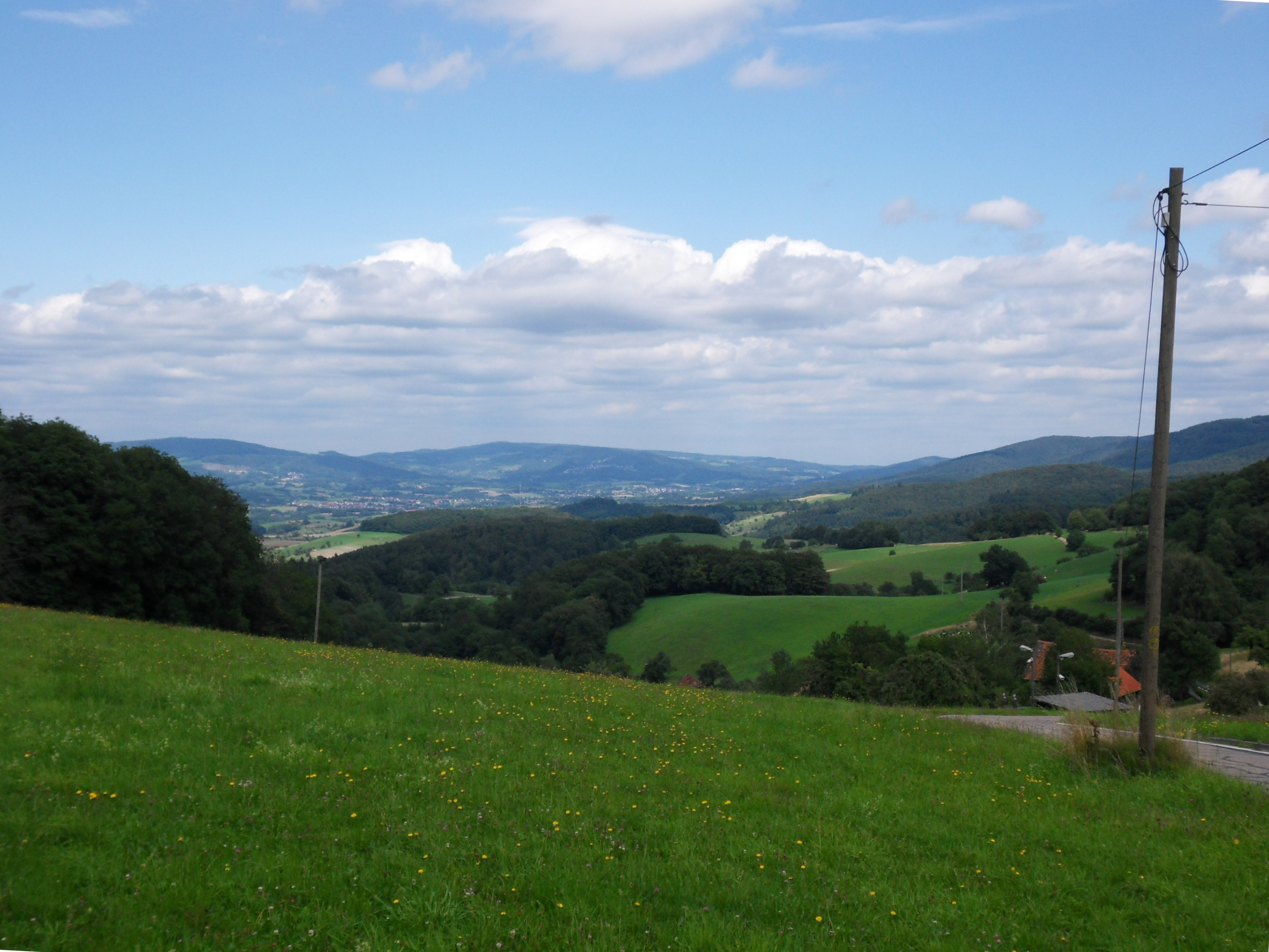
Blick über Schnorrenbach in die Weschnitzsenke

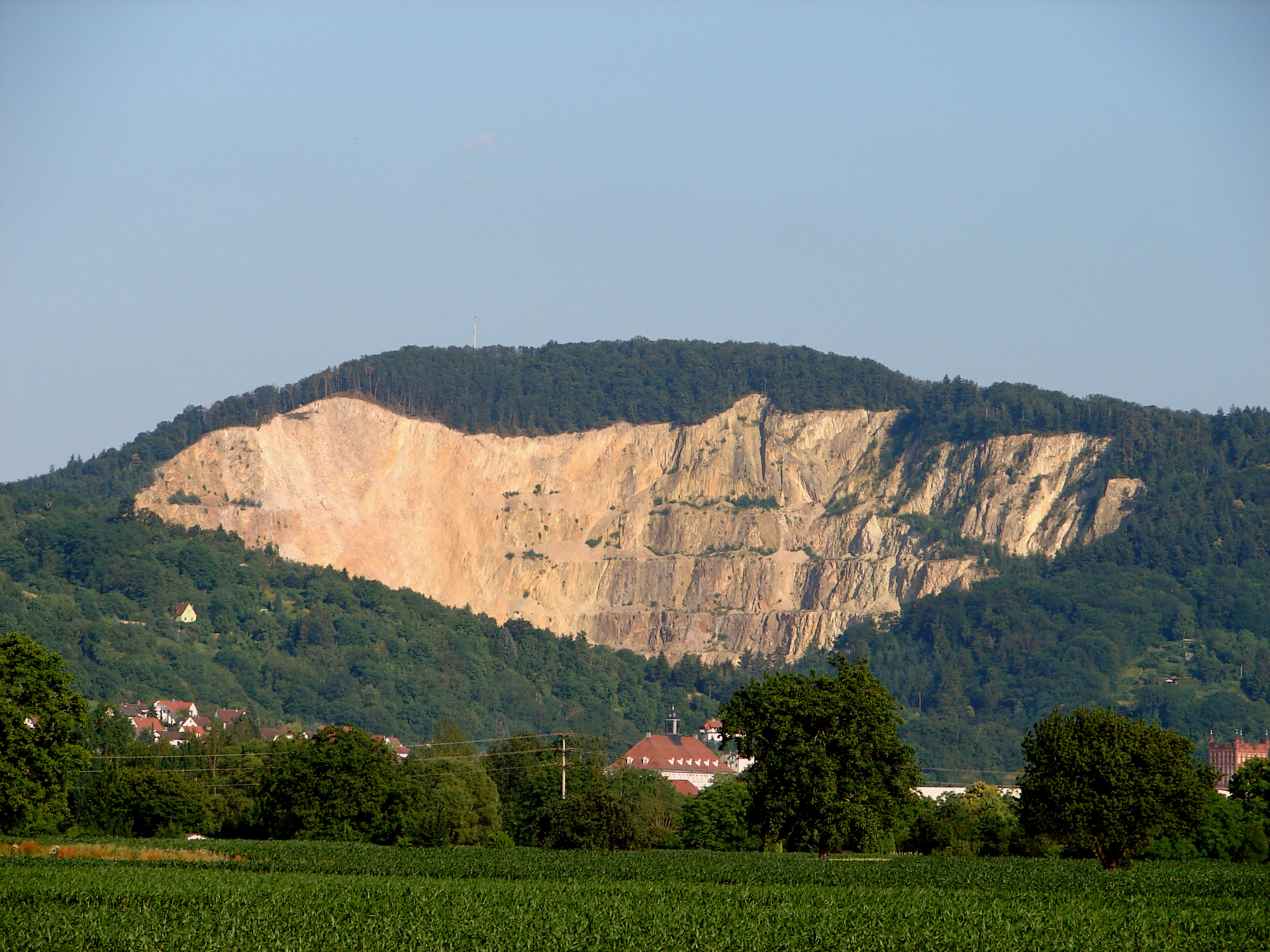
Steinbruch oberhalb von Weinheim an der Bergstraße

Der Vordere Odenwald, auch Kristalliner Odenwald genannt, stellt mit 591,6 km² neben dem Sandstein-Odenwald die kleinere der beiden naturräumlichen Haupteinheiten des Odenwaldes dar und liegt vor allem im Bundesland Hessen. Ein kleiner Teil im Süden reicht über die Landesgrenze nach Baden-Württemberg.

## Geografie

### Geografische Lage
Die Westgrenze des Vorderen Odenwalds an der Bergstraße erhebt sich als Mittelgebirge sehr geradlinig und eindrucksvoll als nordöstlicher Pfeiler bis zu 400 Meter hoch über der Oberrheinischen Tiefebene. Der Unterhang und der Hangfuß an der Bergstraße ist zwar geologisch Teil des Odenwaldes, gilt aber als eigenständige naturräumliche Haupteinheit, die sich durch ein besonders mildes Klima und eine entsprechende dort heimische Vegetation auszeichnet, sehr verschieden von der des Odenwaldes. Die Bergstraße gilt sozusagen als Grundlinie des Vorderen Odenwaldes, auf der er seinen nördlichsten Punkt im Innenstadtgebiet von Darmstadt erreicht sowie den Südrand jenseits des Kanzelbachs bei Schriesheim und Wilhelmsfeld, verlängert nach Osten bis Heiligkreuzsteinach. Die Westgrenze des Vorderen Odenwaldes misst von Nord nach Süd 47,5 Kilometer.
Die Nordostgrenze des Vorderen Odenwaldes zum Reinheimer Hügelland ist in der Luftlinie 27 Kilometer lang, verläuft aber nicht so geradlinig wie die zur Bergstraße. Die Grenze des Naturraumes hält sich hier meist an den Nordsaum des Waldlandes und schließt von Darmstadt aus die Orte Traisa, Ober-Ramstadt, Rohrbach, Rodau, Lichtenberg, Niedernhausen, Bierbach, Nieder-Kainsbach, Wallbach, Höllerbach, Hassenroth, Hummetroth und Ober-Kinzig als Grenzorte mit ein.
Die Südostgrenze gegenüber dem Sandstein-Odenwald oder Hinteren Odenwald von Ober-Kinzig bis Heiligkreuzsteinach misst in der Luftlinie 34 Kilometer. Sie schließt an der Grenzlinie folgende Orte mit ein: Birkert, Böllstein, Hembach, Ober-Kainsbach, Kirch-Beerfurth, Erzbach, Ober-Ostern, Weschnitz, Hammelbach, Litzelbach, Ober-Scharbach, Tromm, Kocherbach, Hartenrod, Wald-Michelbach, Siedelsbrunn, Ober-Abtsteinach, Unter-Abtsteinach, Hilsenhain und Lampenhain.

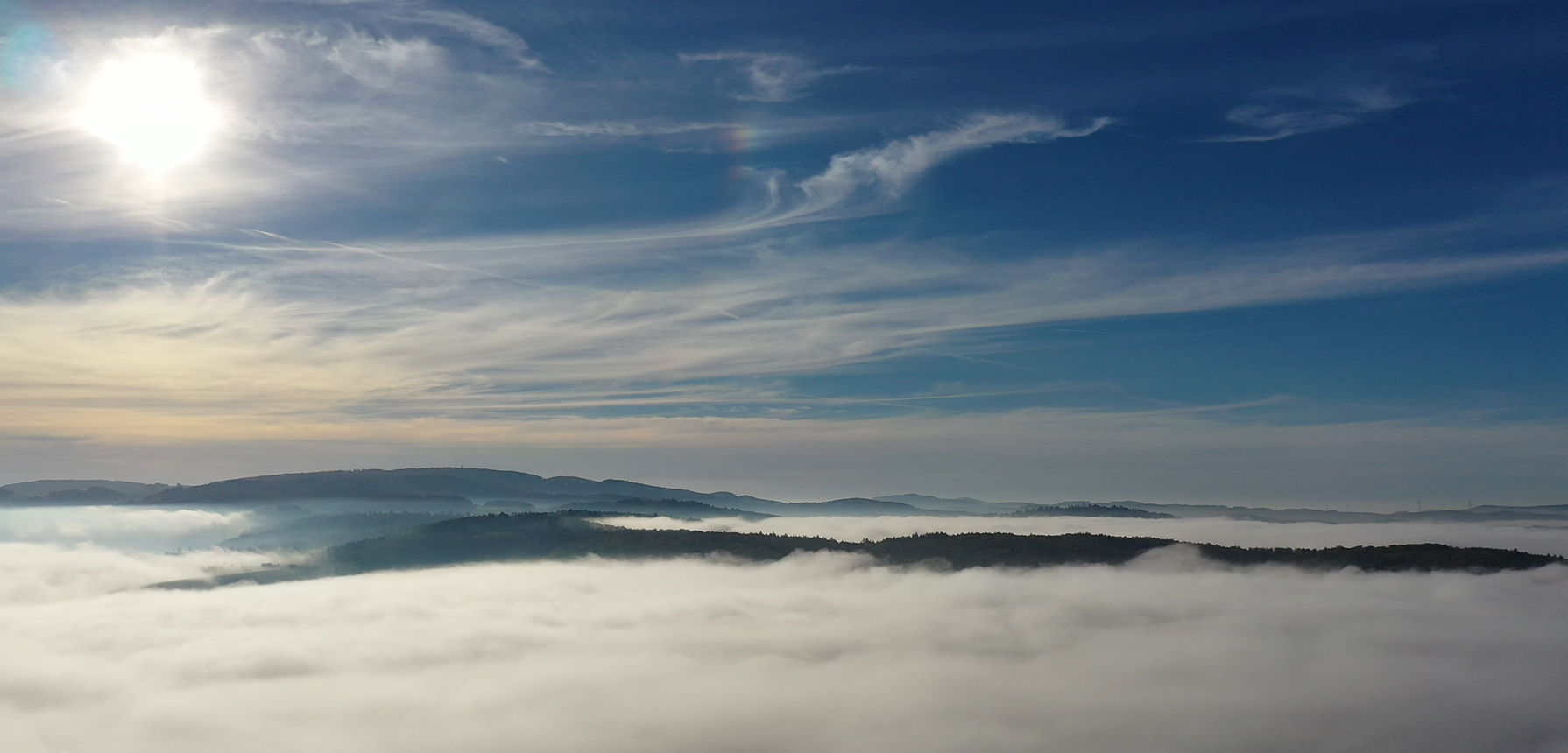
Weite Teile des Vorderen Odenwaldes, aufgenommen über Wersau. Am linken Bildrand Das Buch bei Lindenfels, rechts daneben die Neunkircher Höhe. Weiter rechts am Horizont der Melibokus bei Zwingenberg (Bergstraße). Am rechten Bildrand die Höhen des Frankenstein-Komplex. Im Vordergrund der Höhenzug des Gemmertsberg bei Wersau, der hier Gersprenztal und Fischbachtal trennt.

### Naturräumliche Gliederung
Der Vordere Odenwald als Haupteinheit 145 mit einer Fläche von 591,6 km² gliedert sich innerhalb der Haupteinheitengruppe 14 Odenwald, Spessart und Südrhön wie folgt in Untereinheiten, die mit  Nachkommastellen nummeriert sind
:
- 145.0 Melibokus-Odenwald 122,92 km²
  - 145.00 Melibokusmassiv 8,51 km²
  - 145.01 Frankensteinmassiv 6,94 km²
  - 145.02 Hochstädter Senke 15,81 km²
  - 145.03 Felsbergmassiv 10,70 km²
  - 145.04 Neutscher Rücken 14,87 km²
  - 145.05 Lautertal 15,57 km²
  - 145.06 Oberes Modautal 20,99 km²
  - 145.07 Unteres Modautal (Mühltal) 20,21 km²
  - 145.08 Trautheimer Wald 5,68 km²
  - 145.09 Darmstadt-Bessunger Rücken 3,64 km²
- 145.1 Eichelberg-Odenwald
- 145.2 Juhöhe-Odenwald
- 145.3 Weschnitztal 56,69 km²
- 145.4 Tromm-Odenwald 68,76 km²
- 145.5 Krehberg-Odenwald 35,45 km²
- 145.6 Neunkircher-Höh-Odenwald 49,87 km²
- 145.7 Lichtenberger Höhen 26,39 km²
- 145.8 Gersprenztal 27,05 km²
- 145.9 Böllsteiner Odenwald 44,99 km²

### Beschreibung der Naturräumlichen Gliederung
Der am weitesten gegen die Rheinebene vorspringende Teil des Vorderen Odenwaldes, der Melibokus-Odenwald im Nordwesten, gilt zugleich als dessen Kernstück und ist als einzige Untereinheit vielfach weiter gegliedert. Zwischen ihm und dem Sandstein-Odenwald liegen die weiteren Untereinheiten. Zunächst bilden von Nord nach Süd die Lichtenberger Höhen, der Neunkircher-Höh-Odenwald, der Krehberg-Odenwald und der Juhöhe-Odenwald um ihn einen Gürtel. Auf der Neunkircher Höhe erreicht der Vordere Odenwald mit 605 Meter seine höchste Erhebung. Sie ist zugleich der zweithöchste Berg des Odenwaldes überhaupt. Eine markante Zweiteilung erfährt der Vordere Odenwald durch die den beschriebenen Gebirgsschollen folgende breitsohlige und muldenförmige Einsenkung des Gersprenz- und Weschnitztals. Diesem Talzug folgt abschließend noch die Reihe der Untereinheiten Böllstein-Odenwald, Tromm-Odenwald und ganz im Süden Eichelberg-Odenwald.
Der Unterschied zu dem daran anschließenden Sandstein-Odenwald zeigt sich in einer sehr viel kleinteiligeren Gestaltung des Gebirgsreliefs mit teilweise rasch wechselnden Gesteinsarten und Standortbedingungen gegenüber den sehr ruhigen und großzügigen Linien des vom Buntsandstein bedeckten Teils des Mittelgebirges.

### Gewässer
Den Gewässerreichtum des Vorderen Odenwaldes bewirken nicht zuletzt die relativ hohen Jahresniederschläge, die nach Südosten zunehmende Tendenz zeigen (Neunkirchen 900 mm, Lindenfels 1.000 mm und Tromm 1.100 mm pro Jahr), und dieser hat zu den kleinteiligen Erosionsformen des Gebirges beigetragen. Anders als im Hinteren Odenwald, wo die Haupttäler in Nord-Süd-Richtung eingeschnitten sind, wurde das Gewässernetz in großen Teilen des Vorderen Odenwaldes von dem westlich angrenzenden oberrheinischen Tiefland angezapft. Ungeachtet des hoch aufragenden Gebirgsrandes im Juhöh- und Eichelberg-Odenwald hat so die Weschnitz zwischen beiden Gebirgsschollen hindurch ein rund zwei Kilometer langes enges Kerbtal von Birkenau nach Weinheim eingeschnitten, das ein beachtliches Gefälle von etwa 50 Meter aufweist. Schon im Oberlauf schneidet sie sich ebenfalls in Ost-West-Richtung in einem engen Tal durch den Tromm-Odenwald. Im Norden durchbricht die Modau bei Darmstadt-Eberstadt die Randscholle des Gebirges. Ein weiteres namhaftes Gewässer ist die Lauter, die, wie die Modau von der Neunkircher Höhe kommend, bei Bensheim ihr enges Tal verlässt und in die Ebene eintritt. Nur im Osten halten die Gersprenz und die Steinach die Fließrichtung nach Norden zum Main bzw. nach Süden zum Neckar bei.

### Geologie
Wie schon die Bezeichnung Kristalliner Odenwald nahelegt, wird der Vordere Odenwald durch das von allen Deckschichten freigelegte kristalline Grundgebirge charakterisiert, das eine große Vielfalt an Gesteinen aufweist, metamorphen Gneis, Diorit und Granit ebenso wie plutonischen Gabbro oder vulkanischer Rhyolith (Quarzporphyr) und Basalt.
Ein großes Gebiet in dem Dreieck zwischen Heppenheim, Weinheim und Reichelsheim, die Weschnitzsenke und die Gebirgsschollen westlich davon, werden vom Weschnitzpluton geprägt. Er besteht im Wesentlichen aus Granodioriten. Südöstlich davon schließt das Gebiet des Trommgranit an. Er besteht im Wesentlichen aus Biotitgraniten.
An zahlreichen Stellen wird Gestein in Steinbrüchen abgebaut. Örtlich hat die Chemische Verwitterung zu talwärts rutschenden Blockhalden geführt wie dem Felsenmeer bei Lautertal.

## Vegetation
Etwa ein Drittel der Gesamtfläche wird von Wäldern bedeckt. Charakteristisch für den Vorderen Odenwald sind Laubmischwälder mit besonderem Schwerpunkt auf Buchenbeständen. Es gibt Kalk-Buchenwälder auf Löss, Eichen-Hainbuchen-Wälder auf Lehm und ab etwa 350 Meter Höhenlage Berg-Buchenwälder. Namhaft sind vor allem die Buchenbestände von Seidenbuch am Krehberg. Die Gersprenz- und Weschnitzsenke ist demgegenüber weitgehend unbewaldet und wird auf tiefgründigen Lehmböden agrarisch genutzt. Die Edelkastanie bildet an den sonnenexponierten Hängen am Abfall zur Bergstraße größere Bestände.

## Besiedlung

### Urgeschichte
Die ersten Siedler drangen wohl über die Flusstäler von Gersprenz, Modau, Lauter und Weschnitz, aus den nördlich und westlich gelegenen Ebenen von Main und Rhein, in den Vorderen Odenwald vor. Fruchtbare Böden, geschützte Seitentäler und reichliche Wasservorkommen waren bei der Suche nach einer geeigneten Siedlungsstelle Vorzüge, die der sesshaft gewordene Mensch schon früh erkannt haben dürfte.
Diverse Einzelfunde belegen die Anwesenheit von Menschen der Jungsteinzeit (5500-1800 v. Chr.) im Vorderen Odenwald. So sind beispielsweise im Gersprenztal zwischen Groß-Bieberau und Reichelsheim Funde von insgesamt sechs Steinbeilköpfen bzw. Schuhleistenkeile dieser Zeitstellung dokumentiert. Einer der frühesten Belege für die sesshafte Besiedlung des Odenwaldes ist ein endneolithisches Hockergrab, das im Jahr 1985 bei archäologischen Grabungen im Bereich der Villa Haselburg bei Hummetroth entdeckt wurde. Die zugehörige Siedlungsstelle konnte bislang nicht verortet werden. Auch im Gebiet um Ober-Ramstadt wurden Spuren neolithischer Besiedlung erfasst.
Zur folgenden Epoche, der Bronzezeit (1800 v.Ch. – 800 v.Ch.), wird bereits die Existenz mehrerer Einzel-Gehöfte angenommen, die in einigen Randgebieten des Vorderen Odenwalds existiert haben müssen. Wieder ist das Gersprenztal, nämlich der Bereich um die Gemeinde Brensbach als Beispiel zu nennen. Auf den umliegenden Höhen sind ca. 50 Hügelgräber dokumentiert. Archäologische Grabungen im Bereich Bensenböhlskopf und bei Ober-Klingen erbrachten Grabbeigaben aus Bronze, die der Hügelgräber-Bronzezeit und speziell deren benannten Stufen „Bessunger Wald“ bzw. „Schwanheim“ der Rhein-Main-Gruppe zugeordnet werden. Die Befunde datieren somit in das 15. bzw. 14. Jahrhundert vor Christus. Die dieser Nekropolen zugehörigen Siedlungsstellen konnten bislang – wie bei den meisten Grabhügelgruppen dieser Zeitstellung  – in ihrer Lage noch nicht identifiziert werden. Die Forschung geht aber von einer Position in Sichtweite der Hügel aus.
Einer der frühesten belastbaren Siedlungsbelege im Bereich des Vorderen Odenwaldes wurde im Jahr 1950 bei der Erschließung eines Wohngebietes in Brensbach entdeckt. Bauarbeiter stießen hier auf eine Abfallgrube mit Keramikscherben von über 40 verschiedenen Gefäßen unterschiedlichster Formen und Farben, die aus der späten Eisenzeit, der sogenannten Latènekultur (450 v.Ch. – Christi Geburt) stammen. Zu dieser Zeit besiedelten keltische Stämme weite Teile Mitteleuropas, so auch diesen Teil des Gersprenztals. Der Fund einer keltischen Münze vom Typ „Heidelberg-Neuenheim“, im Bereich des Ortsteils Bierbach, unterstreicht die einstige Anwesenheit dieser Kulturgruppe.
Ob die Ursprünge der Fluss- und Ortsnamen Gersprenz, Weschnitz und Brensbach möglicherweise auf einer keltischen Sprache basieren, wird unter Sprachforschern und Historikern immer wieder diskutiert.